# پورشه ۹۱۱ جی‌تی۱

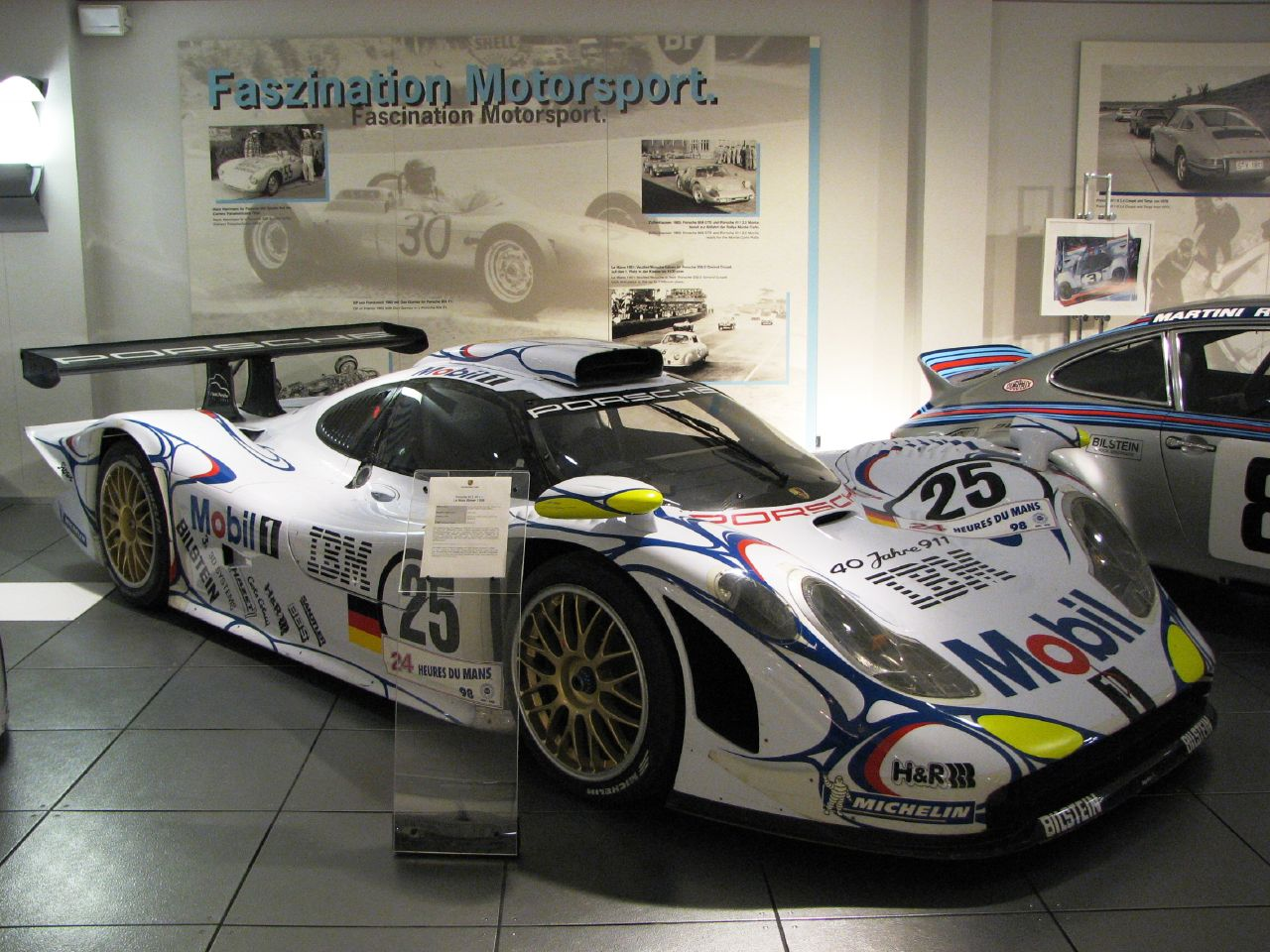

پورشه ۹۱۱ جی‌تی۱ (Porsche ۹۱۱ GT۱) خودرویی است.طراحی آن خودروهای موتور وسط عقب-محور عقب بوده سیستم جعبه‌دندهٔ آن به صورت دستی است.